# Fiorella Corimberto
Fiorella Corimberto (* 29. August 2001 in Buenos Aires) ist eine argentinische Handballspielerin, die insbesondere in der Variante Beachhandball erfolgreich ist. Ihre Zwillingsschwester Micaela gehört ebenfalls zum erweiterten Kader der argentinischen Beachhandball-Nationalmannschaft.

## Hallenhandball
Fiorella Corimberto lebt in ihrem Geburtsort Buenos Aires. Sie spielt für Mariano Acosta Handball Club (FeMeBal Mariano Acosta) in Quilmes. Sie spielt auf den Außenpositionen. 2021 wechselte Corimberto wie auch ihre langjährige Teamkameradin Caterina Benedetti in die erste spanische Liga. Nach ihrem Debüt beim Saisonauftakt wurde sie als beste Spielerin des Spieltags ausgezeichnet.

## Beachhandball

### Juniorinnenzeit
Corimberto ist Juniorennationalspielerin der argentinischen Handball-Nationalmannschaft. Bei den Panamerikanischen Juniorinnenmeisterschaften 2018 in Buenos Aires gewann sie nach Siegen gegen Uruguay, Peru und Paraguay sowie Niederlagen gegen Brasilien und Chile die Bronzemedaille.
Corimberto gehörte zunächst der Juniorennationalmannschaft Argentiniens im Beachhandball an. Mit dieser nahm sie an den erstmals ausgetragenen Panamerikanischen Beachhandball-Juniorenmeisterschaften 2017 (U 17) teil und gewann mit ihrer Mannschaft den Titel. Es war zugleich die Qualifikation für die Beachhandball-Juniorenweltmeisterschaften 2017 in Flic-en-Flac auf Mauritius. Mit ihrer Mannschaft schlug sie dort in der Vorrunde Paraguay und Kroatien, unterlag jedoch Ungarn. In der Hauptrunde schlug Argentinien Taiwan, unterlag dann den Niederlanden. Als Hauptrundendritte zog sie mit Argentinien in die Viertelfinals ein, wo zunächst China besiegt wurde. Im Halbfinale unterlag man erneut den Niederlanden, im Spiel um den dritten Rang gelang ein Sieg über Portugal und damit der Gewinn der Bronzemedaille. Ein Jahr später waren die Olympischen Jugend-Sommerspiele 2018 in ihrer Heimat Buenos Aires der Saisonhöhepunkt. Beachhandball ersetzte erstmals Hallenhandball und war erstmals überhaupt olympisch. In der Vorrunde schlug man die Mannschaften aus der Türkei, aus Paraguay, Venezuela und Hongkong. Einzig das letzte Gruppenspiel, erneut gegen die Niederlande, ging verloren. Gegen Hongkong war Corimberto mit 13 erzielten Punkten die erfolgreichste Scorerin ihres Teams, gegen die Niederlande mit zehn erzielten Punkten. Waren die Spiele in der Vorrunde immer eindeutige Angelegenheiten, wurden sie in der Hauptrunde enger, alle drei Spiele gingen ins Shootout, wobei sie gegen Kroatien und Taiwan ihre Penalties jeweils verwandeln konnte. Nachdem man Kroatien geschlagen hatte, unterlag man dem Team aus Ungarn und gewann danach denkbar knapp gegen Taiwan. Im Spiel gegen Taiwan war Corimberto mit 12 Punkten zum dritten Mal im Verlauf des Turniers die beste Scorerin ihrer Mannschaft. Als drittplatziertes Team der Hauptrunde traf man auf einen der beiden Angstgegner Ungarn. Obwohl die Ungarinnen in der Addition sogar einen Punkt mehr erzielt hatten, gewannen die Argentinierinnen ein hart umkämpftes Spiel glücklich im Shootout. Gemeinsam mit Gisella Bonomi erzielte Cormiberto mit zehn Punkten die meisten ihrer Mannschaft und verwandelte zudem ihren Penalty. Im Finale trafen die Argentinierinnen erneut auf Kroatien und besiegten diese mit 2-0 Sätzen. Corimberto gewann somit mit Argentinien die erste olympische Goldmedaille im Beachhandball. Nach Bonomi und Caterina Benedetti war sie mit 67 erzielten Punkten die drittbeste Scorerin ihres Teams im Turnierverlauf.

### Spielerin im Seniorinnenbereich

#### Nationalmannschaft

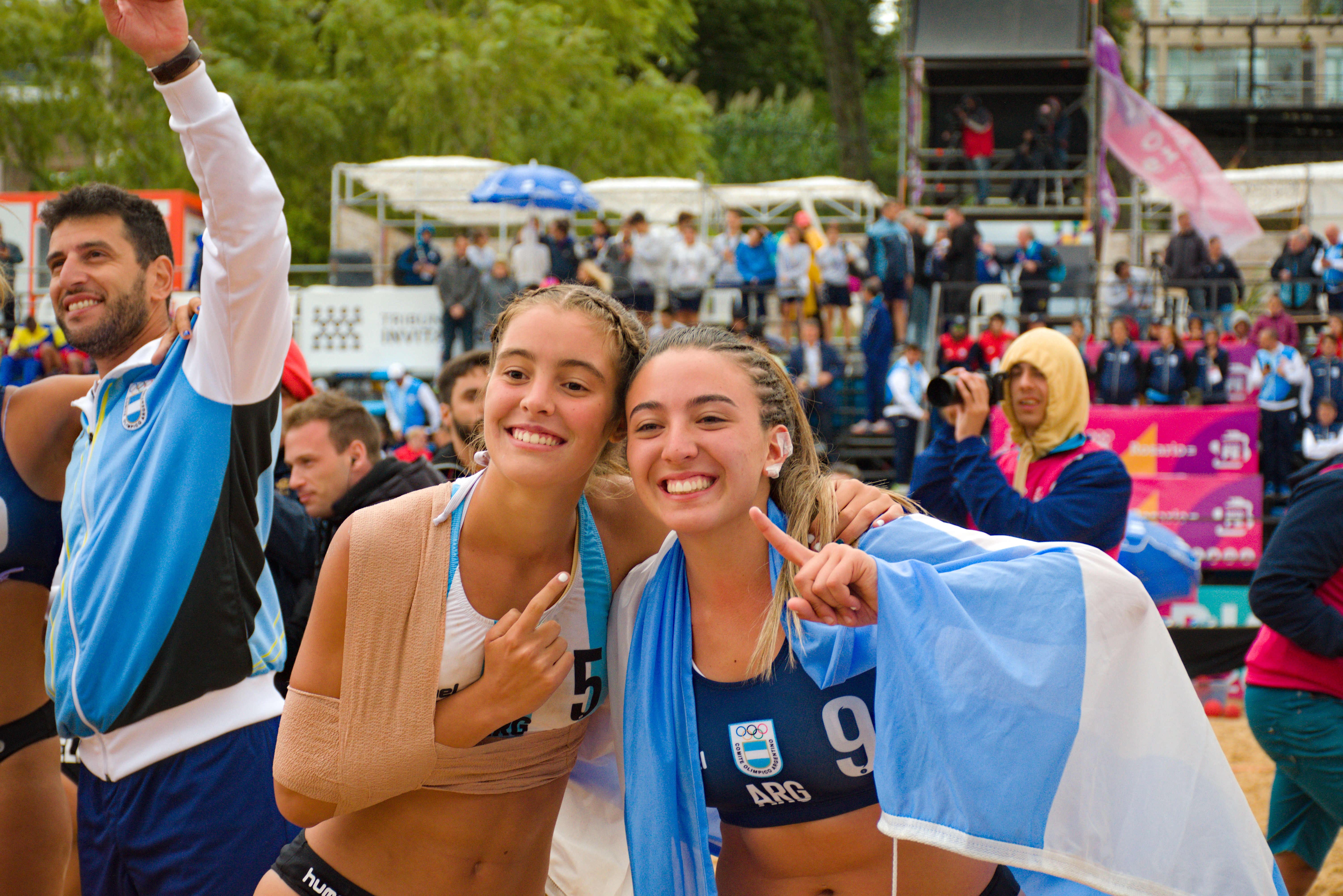
Corimberto (#5) und Carolina Ponce (#9) bejubeln den Sieg bei den South American Beach Games 2019

Anschließend rückte Corimberto gemeinsam mit ihren langjährigen Mitstreiterinnen in der Juniorinnen-Nationalmannschaft Carolina Ponce, Zoe Turnes, Caterina Benedetti und Gisella Bonomi in die Beachhandball-A-Nationalmannschaft Argentiniens auf. Erste internationale Meisterschaften wurden die South American Beach Games 2019 in Rosario. In der Vorrunde wurden Paraguay, Chile und Peru geschlagen und die Argentinierinnen gingen als Tabellenerste ins Halbfinale. Dort wurde Venezuela mit 2-0 besiegt. Im Finale traf man mit Brasilien auf eine der stärksten Mannschaften der Welt. Das Finale war hart umkämpft und ging bis in den Shootout. Dort konnte sich Argentinien durchsetzen. Es war ihr erster internationaler Titel bei den Frauen. Im weiteren Jahresverlauf gehörte Corimberto auch dem Kader Argentiniens für die Süd- und Mittelamerikanischen Beachhandballmeisterschaften 2019 in Maricá in Brasilien an. Mit Gisella Bonomi, Lucila Balsas und Zoe Turnes rekrutierte sich das Team erneut fast zur Hälfte aus Spielerinnen die bei den Olympischen Jugendspielen Gold gewonnen hatten. In der Qualifikationsrunde wurden die Vertretungen aus Paraguay und Chile geschlagen, gegen die Mannschaften Uruguays und der Gastgeber verlor das argentinische Team. Als dritter der Qualifizierungsrunde erreichte man das Halbfinale, in dem Uruguay dieses Mal im Shootout geschlagen wurde. Im Finale unterlag man Brasilien klar, qualifizierte sich damit aber für die World Beach Games 2019 in Katar, da Brasilien schon aufgrund der Platzierung bei der letzten Weltmeisterschaft qualifiziert war. Hier spielte Corimberto mit Argentinien eine sehr gute Hauptrunde, in der neben den USA und Tunesien auch die Weltklassemannschaften aus Dänemark und Ungarn geschlagen wurden. Einzig Brasilien musste man sich erneut geschlagen geben. Im Viertelfinale musste sich Argentinien dem überraschend starken Team aus Vietnam geschlagen geben. In den Platzierungsspielen schlug Argentinien danach klar den amtierenden Weltmeister Griechenland, unterlag danach im Spiel um Rang fünf Polen deutlich und wurde Sechste.
Nach längerer Pause aufgrund der COVID-19-Pandemie fand im April 2022 erstmals wieder ein internationales Turnier in Südamerika statt, Corimberto stand zum vierten Mal im A-Aufgebot Argentiniens. Es sollte der größte Erfolg auf kontinentaler Ebene werden. Obwohl in der Vorrunde gegen Uruguays und Brasilien jeweils im Shootout verloren wurde, konnte sich Argentinien mit drei Siegen aus fünf Spielen problemlos als Drittplatzierte Mannschaft für das Halbfinale qualifizieren. Dort wurde Uruguay in einem eng umkämpften Spiel in zwei Sätzen geschlagen und das Finale gegen die langjährigen Rivalinnen aus Brasilien erreicht. Gegen den Angstgegner wurde der erste Satz deutlich mit 10:15 verloren, der zweite Satz knapp mit 17:16 gewonnen und damit der Shootout um den Sieg erreicht. Diesen gewann Argentinien nach einem langen Kampf mit 11:10 und gewann nach dem Titel bei den Südamerikanischen Beachgames 2019 erstmals auch den Meistertitel auf kontinentaler Ebene.

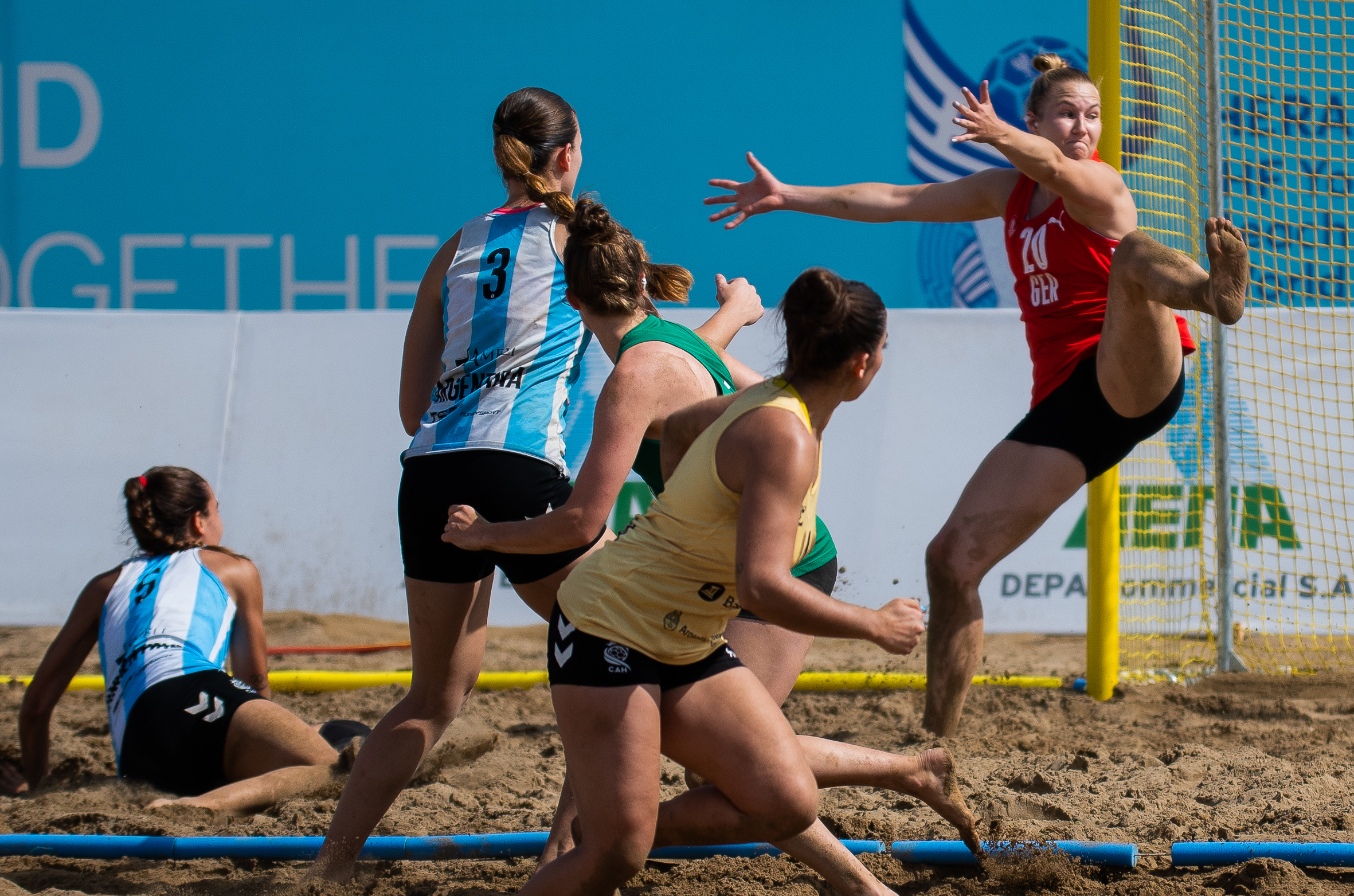
Argentinien im Hauptrundenspiel der WM 2022 gegen Deutschland. Von links: Corimberto, Gisella Bonomi, Kirsten Walter, Lucila Balsas und Katharina Filter

Auf die gelungene Qualifikation folgten die Weltmeisterschaften 2022 auf Kreta, wo Argentinien Siebte wurde und sich die hohen Erwartungen nicht völlig erfüllten. Weitaus besser lief es bei den World Games 2022 in Birmingham wenige Wochen später. Hier waren einzig Deutschland und Norwegen stärker, Corimberto gewann – das erste Mal auch an der Seite ihrer Schwester in der Nationalmannschaft – die Bronzemedaille.

#### Vereinsebene
Im Februar 2019 gewann sie mit ihrer Mannschaft ACHA de Mar del Plata, zu der auch alle übrigen Goldmedaillengewinnerinnen der Olympischen Jugendspiele, Gisella Bonomi, Rosario Soto, Carolina Ponce, Caterina Benedetti, Lucila Balsas, Belén Aizen, Zoe Turnes und Jimena Riadigos gehörten, den Titel bei der erstmals ausgetragenen argentinischen Beachhandball-Sommertour. Trainiert wurden sie von ihrer Trainerin in den argentinischen U-Nationalmannschaften Leticia Brunati. Ende 2019 nahm Corimberto gemeinsam mit ihrer Schwester als Gastspielerin für den Verein Mestre Hand Club am Finale der brasilianischen Beachhandball-Tour teil und belegte den sechsten Platz. Zusammen mit ihren Nationalmannschaftskolleginnen Agustina Mamet, María Florencia Allende, Soto, Benedetti, Balsas, Turnes und ihrer Schwester gewann sie im Januar 2020 den IFES Fly Summer cup in Montevideo.
Corimberto wurde als Sportlerin des Jahres von Quilmes ausgezeichnet.

## Erfolge
| World Games - 2022: World Beach Games - 2019: 6. Beachhandball-Weltmeisterschaften - 2022: 7. South American Beach Games - 2019: Süd- und Mittelamerikanische Beachhandballmeisterschaften - 2019: - 2022: | Olympische Jugendspiele - 2018: Beachhandball-Juniorenweltmeisterschaften - 2017: Panamerikanische Beachhandball-Juniorenmeisterschaften - 2017: Panamerikanischen Handball-Juniorinnenmeisterschaften - 2018: | Argentinische Beachhandball-Sommertour - 2019: IFES Fly Summer Cup - 2019: |